# 4151-es busz
A 4151-es jelzésű autóbuszvonal Ózd és Putnok (Ózd – Sáta – Putnok) között húzódó helyközi vonal, amelyet a Volánbusz Zrt. üzemeltet.

## Útvonala
Az ózdi autóbusz-állomásról indul. A Nemzeti FIlmtörténeti Élményparkot körbeöleli, Sajóvárkony városrészébe indul el. Dózsa György útján jobbra kanyarodik és Borsodbóta felé veszi irányát. A Sáta felé tartó úton megy, majd keresztezi az egykori Eger–Putnok-vasútvonal Sáta állomását, aztán a települést északi irányban hagyja el. A vonal 17. kilométerén Borsodbótára érkezik, a falun belül Uppony zsákfalu néhány alkalommal érintett, amely munkanapokon végállomás is, ezt követően Sajómercsén gázol át. Egyetlen járaton kívül mindegyik betér Sajóvelezdre és csak ezután éri el a vonal első és utolsó városát, Putnokot. Vasútállomásán áthalad, majd a Fő tér megállójában végállomásozik.
Ellentétes irányban útvonala változatlan.

## Közlekedése
Indításszáma nem számottevő, a két város között létesített mind a vasúti, mind a 26-os főúton való autóbuszos tömegközlekedés, azonban az Upponyi-hegység északi részén fekvő települések felől a nap folyamán ezen kívül a 4147-es és 4148-as buszokkal biztosított az eljutás.
Csatlakozást biztosít:
- Ózd, autóbusz-állomás – autóbuszos Budapest felé (1031-es busz)
- Putnok, vasútállomás – vasúti Miskolc felé/felől (92-es vasútvonal)
- Putnok, Fő tér – autóbuszos Miskolc felé/felől (3770-es busz).

| Viszonylat                            | Indításszám | Közlekedési rend |
| ------------------------------------- | ----------- | ---------------- |
| Ózd, aut. áll. – Uppony, Szabadságtp. | 1 pár       | munkanapokon     |
| Ózd, aut. áll. – Putnok, Fő tér       | 2 pár       | munkanapokon     |
| Ózd, aut. áll. – Putnok, Fő tér       | 1 pár       | szabadnapokon    |

## Megállóhelyei
| 0                                                        | Ózd, autóbusz-állomás végállomás            | 0.0 km  | 1, 2, 2A, 3, 4, 6, 7, 8, 12, 20A, 23, 26, 46, 47, 68, 74, 76, 78 1031, 1034, 1051, 1369, 1384, 1411 3410, 3770, 3773, 4101, 4102, 4104, 4140, 4145, 4147, 4148, 4150, 4153, 4155, 4157, 4158, 4160, 4161, 4180, 4185, 4186 |
| 1                                                        | Ózd, Olvasó Egyesület                       | 0.6 km  | 3, 63 4147, 4148, 4150, 4155 |
| 2                                                        | Ózd, sajóvárkonyi elágazás                  | 1.7 km  | 3, 23, 63 4147, 4148, 4150, 4155 |
| 3                                                        | Ózd (Sajóvárkony), posta                    | 2.8 km  | 3, 23, 63 4147, 4148, 4150, 4155 |
| 4                                                        | Ózd (Sajóvárkony), AMK                      | 3.3 km  | 3, 23, 63 4147, 4148, 4150, 4155 |
| 5                                                        | Ózd, bánszállási elágazás                   | 3.8 km  | 3, 23, 63 4147, 4148, 4150, 4155 |
| 6                                                        | Ózd, királdi elágazás                       | 4.3 km  | 4147, 4148, 4150, 4155 |
| 7                                                        | Ózd, Hajagos                                | 5.4 km  | 4155 |
| 8                                                        | Ózd, Ladánytábor bejárati út                | 7.6 km  | 4155 |
| 9                                                        | Sáta, vasúti átjáró                         | 9.9 km  | 4155 |
| 10                                                       | Sáta, Széchenyi utca 124.                   | 12.1 km | 4155 |
| 11                                                       | Sáta, községháza                            | 13.0 km | 4154, 4155, 4193 |
| 12                                                       | Sáta, vegyesbolt                            | 13.9 km | 4155, 4193, 4194, 4195 |
| 13                                                       | Sáta, Kossuth utca 116.                     | 14.7 km | 4155, 4193, 4194, 4195 |
| 14                                                       | Borsodbóta, Oncsatelep                      | 17.0 km | 4193, 4194, 4195 |
| 15                                                       | Borsodbóta, iskola                          | 17.5 km | 4148, 4150, 4193, 4194, 4195 |
| 16                                                       | Borsodbóta, sajómercsei elágazás            | 18.0 km | 4148, 4150, 4193 |
| Munkanapokon 2; szabadnapokon 2 alkalommal nem érintett. |                                             |         | |
| 17                                                       | Uppony, vendégház                           | 20.2 km | 4148, 4150 |
| 18                                                       | Uppony, községháza                          | 20.6 km | 4148, 4150 |
| 19                                                       | Uppony, Szabadságtelep vonalközi végállomás | 21.4 km | 4148, 4150 |
| 20                                                       | Uppony, községháza                          | 22.2 km | 4148, 4150 |
| 21                                                       | Uppony, vendégház                           | 22.6 km | 4148, 4150 |
| 22                                                       | Borsodbóta, sajómercsei elágazás            | 24.8 km | 4148, 4150, 4193 |
| 23                                                       | Sajómercse, Rákóczi utca 122.               | 29.0 km | 4147, 4148, 4193, 4195 |
| 24                                                       | Sajómercse, élelmiszerbolt                  | 29.7 km | 4147, 4148, 4193, 4195 |
| 25                                                       | Királdi útelágazás                          | 31.4 km | 4147, 4148, 4193, 4194, 4195 |
| 26                                                       | Sajóvelezdi elágazás                        | 33.5 km | 4062, 4063, 4147, 4148, 4193, 4194, 4195 |
| Munkanapokon 1; szabadnapokon 1 alkalommal nem érintett. |                                             |         | |
| 27                                                       | Sajóvelezd, Szabadság utca                  | 34.3 km | 4062, 4063, 4147, 4148, 4193, 4194, 4195 |
| 28                                                       | Sajóvelezd, Széchenyi utca 33.              | 34.8 km | 4062, 4063, 4147, 4148, 4193, 4194, 4195 |
| 29                                                       | Sajóvelezd, vegyesbolt                      | 35.4 km | 4062, 4063, 4147, 4148, 4193, 4194, 4195 |
| 30                                                       | Sajóvelezd, Széchenyi utca 33.              | 36.0 km | 4062, 4063, 4147, 4148, 4193, 4194, 4195 |
| 31                                                       | Sajóvelezd, Szabadság utca                  | 36.5 km | 4062, 4063, 4147, 4148, 4193, 4194, 4195 |
| 32                                                       | Sajóvelezdi elágazás                        | 37.3 km | 4062, 4063, 4147, 4148, 4193, 4194, 4195 |
| 33                                                       | Putnok, vasútállomás bejárati út            | 39.6 km | 4062, 4063, 4104, 4140, 4147, 4148, 4193, 4194, 4195 személyvonat – Putnok [92.] |
| 34                                                       | Putnok, vasútállomás elágazás               | 40.3 km | 4062, 4063, 4104, 4140, 4147, 4148, 4193, 4194, 4195 |
| 35                                                       | Putnok, Fő tér végállomás                   | 40.7 km | 1369, 1384, 1410, 1411 3770, 3773, 4063, 4065, 4104, 4140, 4145, 4147, 4148, 4188, 4194, 4195 |